# Ruigewaard

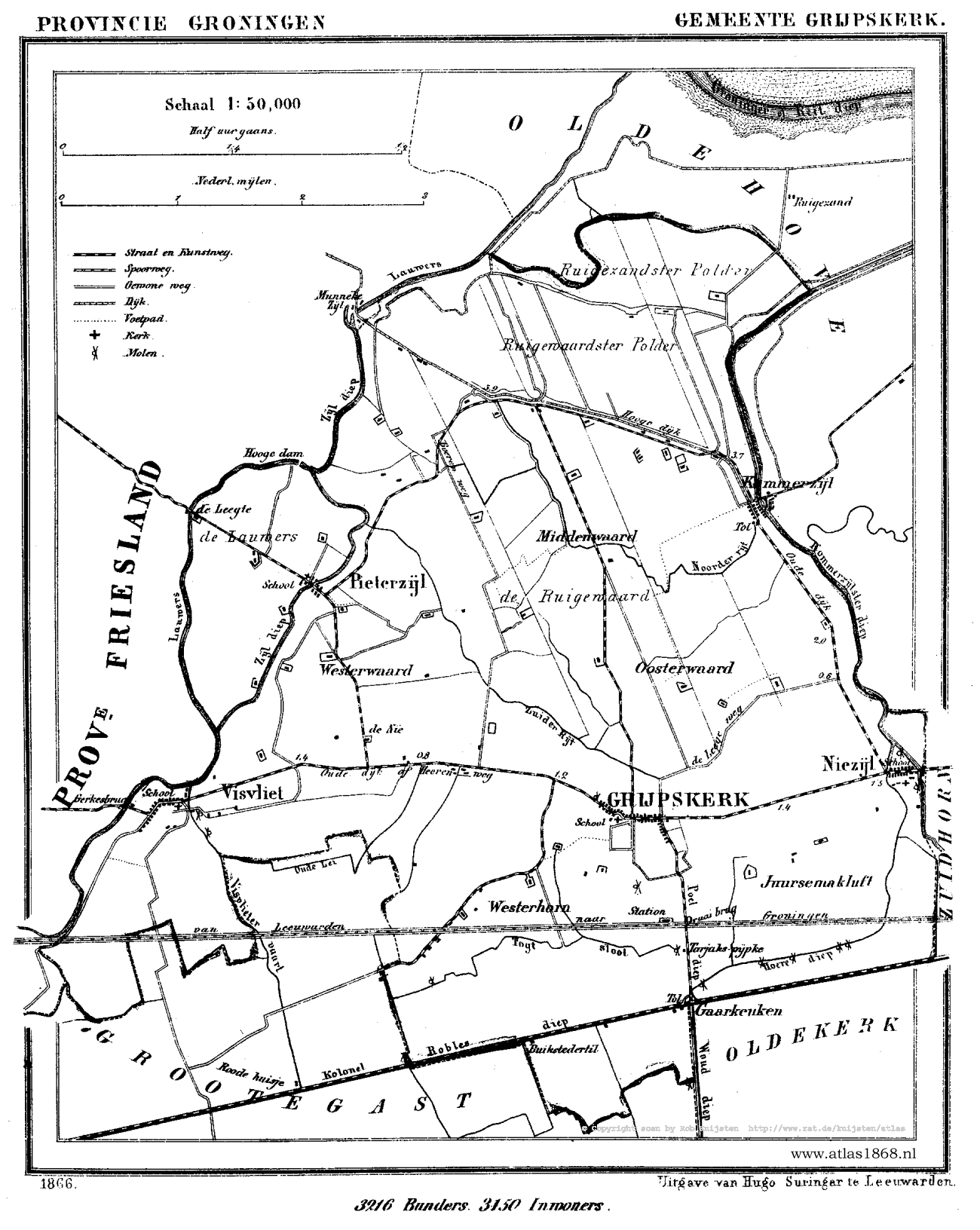
De gemeente Grijpskerk in de gemeenteatlas van 1871 (kaart uit 1866) met de Ruigewaard en de Wester-, Middel- en Oosterwaard ten noorden van het dorp Grijpskerk.

De Ruigewaard of De Waarden is een streek en grote polder van 750 hectare in de Nederlandse provincie Groningen. De polder ligt in de gemeente Westerkwartier ten noorden van het dorp Grijpskerk. Ruigte is de Groningse benaming voor niet-ontgonnen land; de met ruigtes (riet en biezen) begroeide kwelders (waarden of uiterwaarden) die er lagen tussen de Lauwers en de Oude Riet voordat het gebied werd bedijkt. De Ruigewaard is een klein streekje aan noordzijde van de later aangelegde Waardsterpolder ten noorden daarvan.

## Geografie
De Ruigewaard ligt ten noorden van de tussen 1310 en 1320 gelegde 'oude dijk' van Langewold (ook 'Langewolderdijk' genoemd) waarover nu de Friesestraatweg loopt (van Visvliet tot Noordhorn) en waarachter de dorpen Grijpskerk (hier liep de dijk door de Molenstraat, Herestraat en Groningerstraatweg) en Niezijl ontstonden. De oostgrens wordt gevormd door de 'Hogeweg' tussen Niezijl en Kommerzijl. De westgrens wordt gevormd door de 'Pieterzijlsterweg' die loopt van de Friesestraatweg naar Pieterzijl. De noordgrens is de rond 1425 gelegde oude Waarddijk, vaarvan het meest westelijke deel, de Wester Waarddijk, drie 'armen' heeft die zich splitsen bij de Aeykemaheerd; naar Pieterzijl, naar Munnekezijl en naar het gehucht 't Hoekje; beide wegen vanaf de Aeykemaheerd naar de beide zijlen worden nog altijd 'Wester Waarddijk' genoemd. Voorbij 't Hoekje gaat de dijk over in de Ooster Waarddijk, die loopt naar Kommerzijl. Alleen van de Ooster Waarddijk (alleen de dijk tussen 't Hoekje en Munnekezijl) en Wester Waarddijk resteren nog zichtbare delen in het landschap.
De Ruigewaard wordt onderverdeeld in drie Waarden; de Westerwaard, de Middenwaard (of Middelwaard) en de Oosterwaard. De oorspronkelijke grenzen hiertussen zijn onbekend; op een oude kladkaart van rond 1700 worden de plaatsen (boerderijen) als volgt onderverdeeld; 7 of 8 plaatsen in de Westerwaard, 6 plaatsen in de Middenwaard en 5 of 6 plaatsen in de Oosterwaard. De Westerwaard dient niet te worden verward met de in de begin 14e eeuw (rond 1300) aangelegde 'oude Westerwaard' die westelijker ten zuiden van Pieterzijl ligt in het vroegere kerspel van Visvliet. Door de Middenwaard loopt de Waardweg, die deels reeds was aangelegd vanaf Grijpskerk begin 19e eeuw (komt voor op kaarten uit die tijd), maar pas later die eeuw werd doorgetrokken tot aan het kruispunt, waar later 't Hoekje ontstond. De Middenwaard wordt niet altijd genoemd op kaarten; soms sluiten Wester- en Oosterwaard hier op elkaar aan.
Door de polder stromen de Zuiderried en de Noorderried, de vroegere geulen die tot de bedijking van de polder in de 15e eeuw het water van de kwelders moesten afvoeren naar de Lauwers. Beide geulen werden later deels gedempt. Het land ten zuiden van de Zuiderried behoorde niet tot de rechtstoelen van de drie waarden, maar tot de opstrek van Langewold.

## Geschiedenis
Het is onbekend wanneer de polder precies volledig is bedijkt. Gezien het voorkomen van de naam 'Rughenwarth' in een document uit 1426 met de tekst "die Moniken (van Gerkesklooster) sollen ghene sprake (aanspraken) hebben up den Rughenwarth, butten die Hertsteeden, daer ze hebben toe Westerdicken" zou dit jaartal van toepassing kunnen zijn, maar goed mogelijk is ook dat in die tijd werd gestart met de bedijkingen van deze 'ruige waarden' omdat dergelijke buitendijkse kwelders vaak al voor de inpoldering juridisch waren onderverdeeld. Rond 1440 werd de Pieterzijl gelegd en in 1476 de Munnekezijl. Na de aanleg van deze beide sluizen, waarmee de afwatering was geregeld, kon in elk geval de polder worden aangelegd: Uit dat jaar dateert het dijkrechtverdrag tussen proost Sebastiaan van het klooster Kuzemer en mede-eigenaren van de Ruigewaard Menno Broersema, Herko Hylema en Johan Grijp (kerkvoogd Der Aa-kerk). Dit dijkrechtverdrag zou echter ook betrekking kunnen hebben op de verplaatsing van de sluis van Pieterzijl naar Munnekezijl, zodat onduidelijk blijft in welk jaar de dijk tussen Pieterzijl en Niezijl werd voltooid.
Bij de aanleg van de dijken was het klooster Jeruzalem van Gerkesklooster en het klooster Kuzemer van Sebaldeburen betrokken, alsook een klein aantal vermogenden. Onder de vermogenden waren Johan en Nicolaas Grijp (priester in Der Aa-kerk), waarvan de laatste later ging wonen op de borg Reitsema en geldt als stichter van de kerk waaromheen Grijpskerk ontstond. De financiële deelnemers kregen het recht van opstrek en moesten in ruil daarvoor hun stuk dijk en waterbouwkundige kunstwerken in hun gebied onderhouden. Ook moesten ze per gras een bepaald bedrag aan karspellasten (grondbelasting) afdragen aan het kerspel Grijpskerk. De Ruigewaard werd een aparte grietenij en elk van de drie waarden kreeg hierin een rechtstoel, waarbij de grietmannen daarvan jaarlijks of tweejaarlijks per ommegang werden gekozen, zoals terug te vinden in de klauwlijsten.
Ile Ayckema van de Ayckemaheerd in de Westerhorn kreeg het recht van opstrek in de Westerwaard tot aan de dijk bij Pieterzijl. Van hem wordt in 1495 de boerderij Akumma in de Ruigewaard genoemd, die later zou uitgroeien tot de Aykemaborg aan de Bosscherweg (afgebroken eind 18e eeuw). Het klooster Kuzemer kreeg het recht van opstrek in de Middenwaard, rond de vroegere boerderij 'Waardhoeve' (aan de Waardweg direct ten zuiden van de NAM-locatie, schuur resteert). In de Oosterwaard waren onder andere twee Friese families betrokken, waaronder de familie Holdinga en een familie die verwant was aan de familie van de Grovestins bij Engelum. In de Middenwaard en Oosterwaard waar de opstrek het grootst was, werden later aan de noordelijke Waarddijk een aantal boerderijen gebouwd. De meest oostelijke waren de boerderij 'Grovestins' (naast Kommerzijl) en 'Holdinga' (ten westen van de Grovestins) van de eerder genoemde families. De Grovestins werd in 1573 verkocht aan Wigbold van Ewsum van de borg Nienoord die samen met een aantal Keulse investeerders een compagnie had opgericht om in de binnendijkse en buitendijkse landen bij Kommerzijl zout te winnen uit de veenlaag onder de bovenste kleilaag. Hiervoor werd de dijk aldaar verhoogd tot 'De Opslag' en werd bij Kommerzijl een zoutziederij opgericht. De boeren in het gebied namen vaak de achternaam 'De Waard' aan.
Nadat waarschijnlijk rond 1570 een dijk vanaf de hoek bij Kommerzijl en Humsterland was gelegd om de Kommerzijlsterriet (Oude Riet) te bedijken met een sluis in Kommerzijl (eerst Opslachterzijl genoemd, later Kommerzijl) werd in het voorjaar van 1597 een nieuwe kadijk gelegd ten noorden van de Ruigewaard; van Munnekezijl om de 'Waarster Uijterdijck' naar Kommerzijl. Dit werd de Noorderwaard of (nieuwe) Ruigewaard, die later Ruigewaardsterpolder en tegenwoordig (De) Waardsterpolder wordt genoemd. In 1660 kreeg deze polder een zware zeedijk en verviel de zeewerende functie van de Waarddijk om de Ruigewaard. In deze polder ontstond aan noordzijde de buurtschap De Ruigewaard. De weg 'De Ruige Waard' die erlangs loopt verwijst ook naar de oude naam Ruigewaardsterpolder. Ten noorden van deze polder werd in 1757 een stuk land bedijkt (locatie van de in 1713 door de stad gekochte boerderij De Pol), die tussen 1794 en 1797 werd aangevuld met nog een groot stuk land, dat door de gebroeders Teenstra werd bedijkt en nu de Oude Ruigezandsterpolder wordt genoemd.
Halverwege de 19e eeuw ontstond waarschijnlijk het gehucht 't Hoekje als kruispunt (quatrebras), dat zijn naam ontleent aan de herberg en het latere café dat er 'op de hoek' stond. De weg naar Lauwerzijl werd pas later aangelegd, toen de Nieuwe Ruigezandsterpolder (1877) een feit was.
In 1997 werd in de Midden- en Westerwaard een van de gasopslagplaatsen van de NAM aangelegd, waarvoor een aantal boerderijen moesten wijken of niet meer mochten worden bewoond. Een deel van de Noorderried werd toen deels de buitengrens van het NAM-park dat eromheen werd aangelegd.

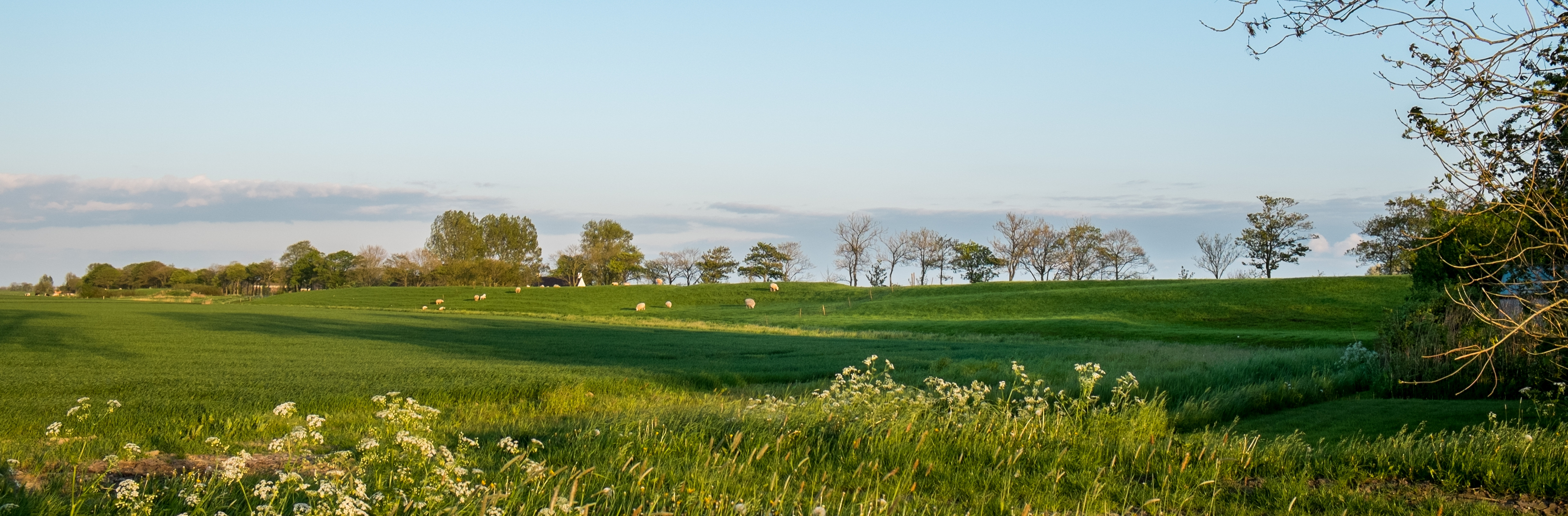
Restant van het oostelijk deel van de Waarddijk iets ten oosten van 't Hoekje. Delen hiervan zijn in de jaren 1970 en 1980 afgegraven. De restanten zijn sindsdien beschermd.

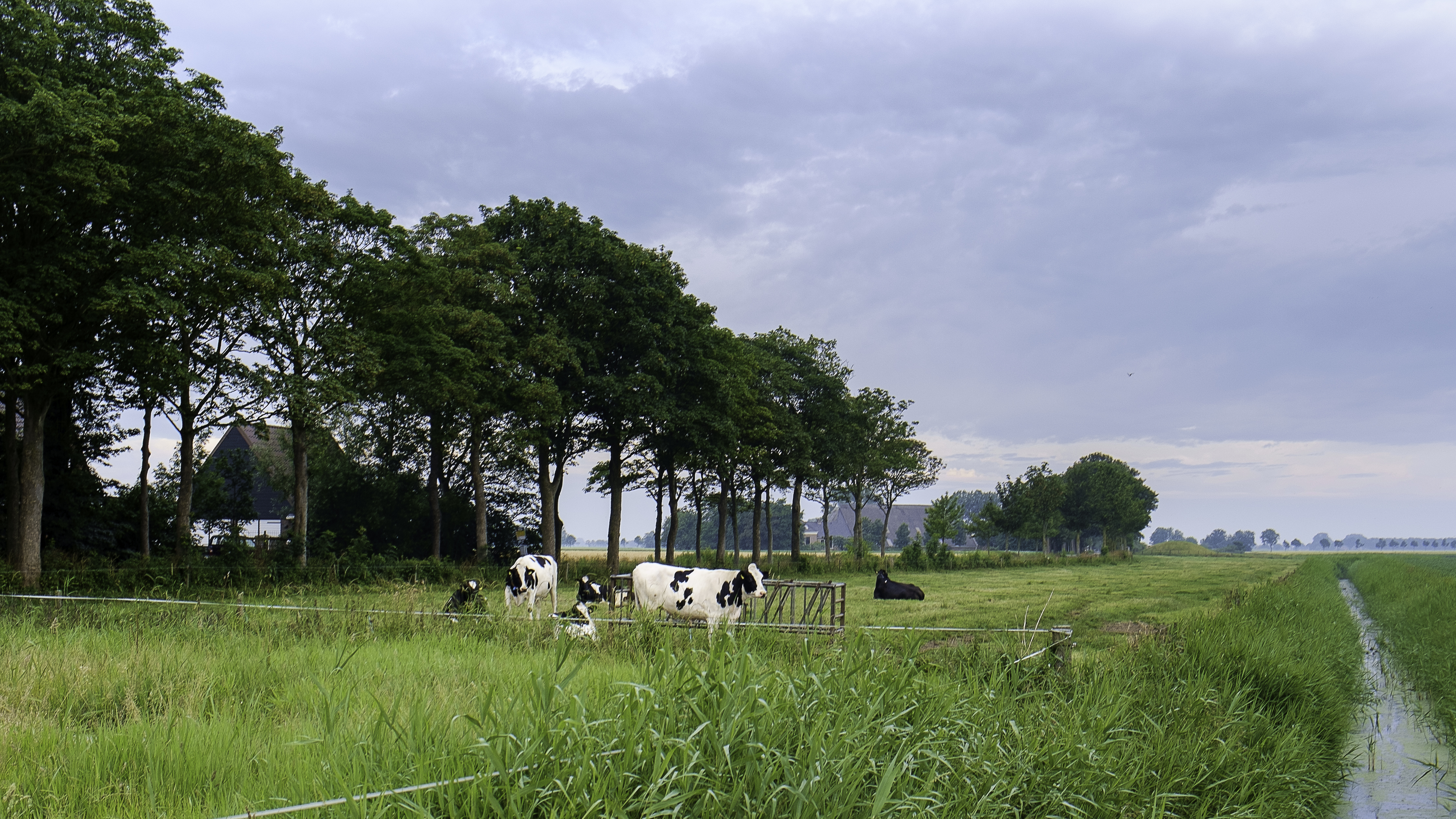
Tracé van een afgegraven stuk van de Waarddijk met op de achtergrond een restant. Rechts de Waardsterpolder, links de Ruigewaard
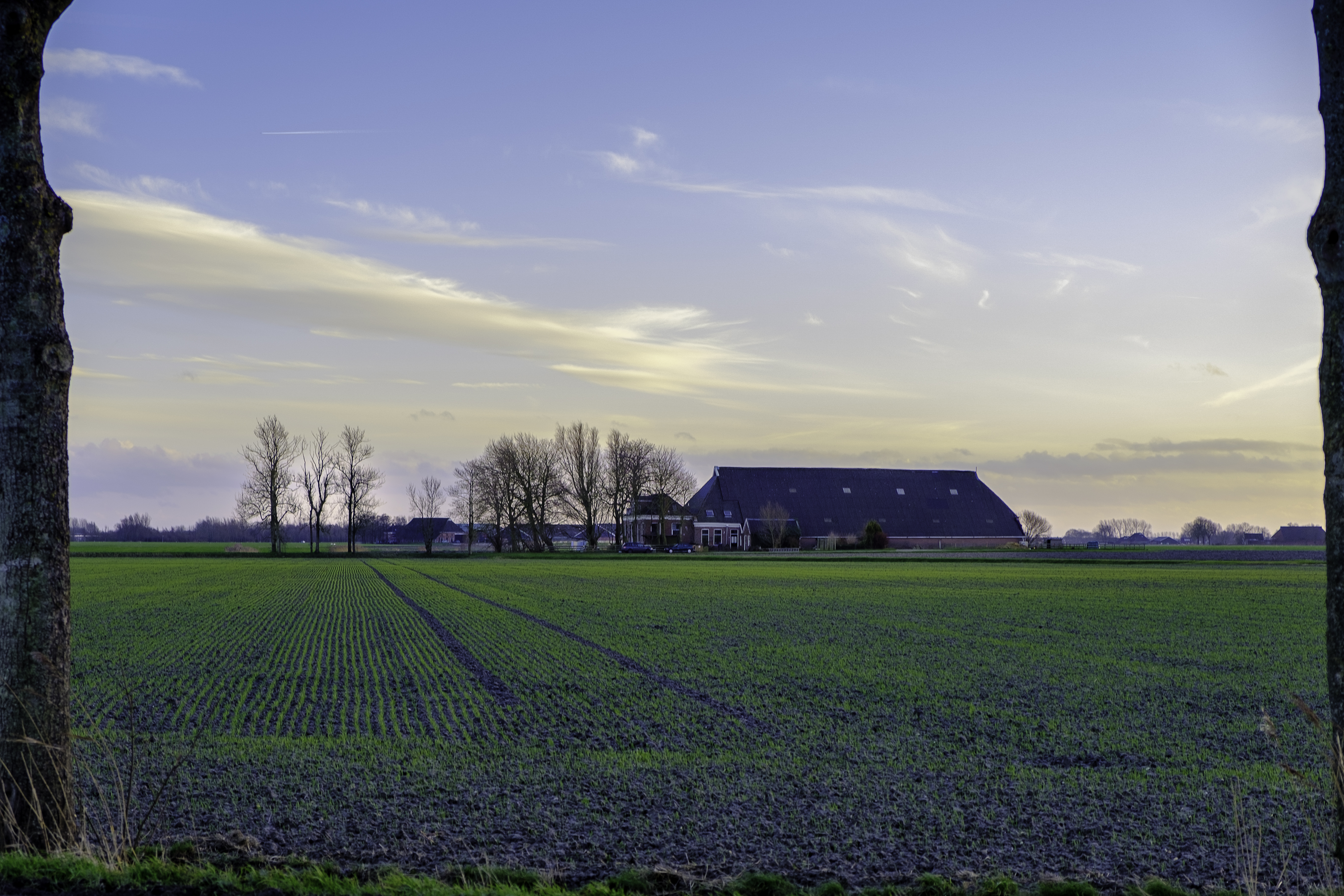
Boerderij De Waarden in het noordoosten van de polder
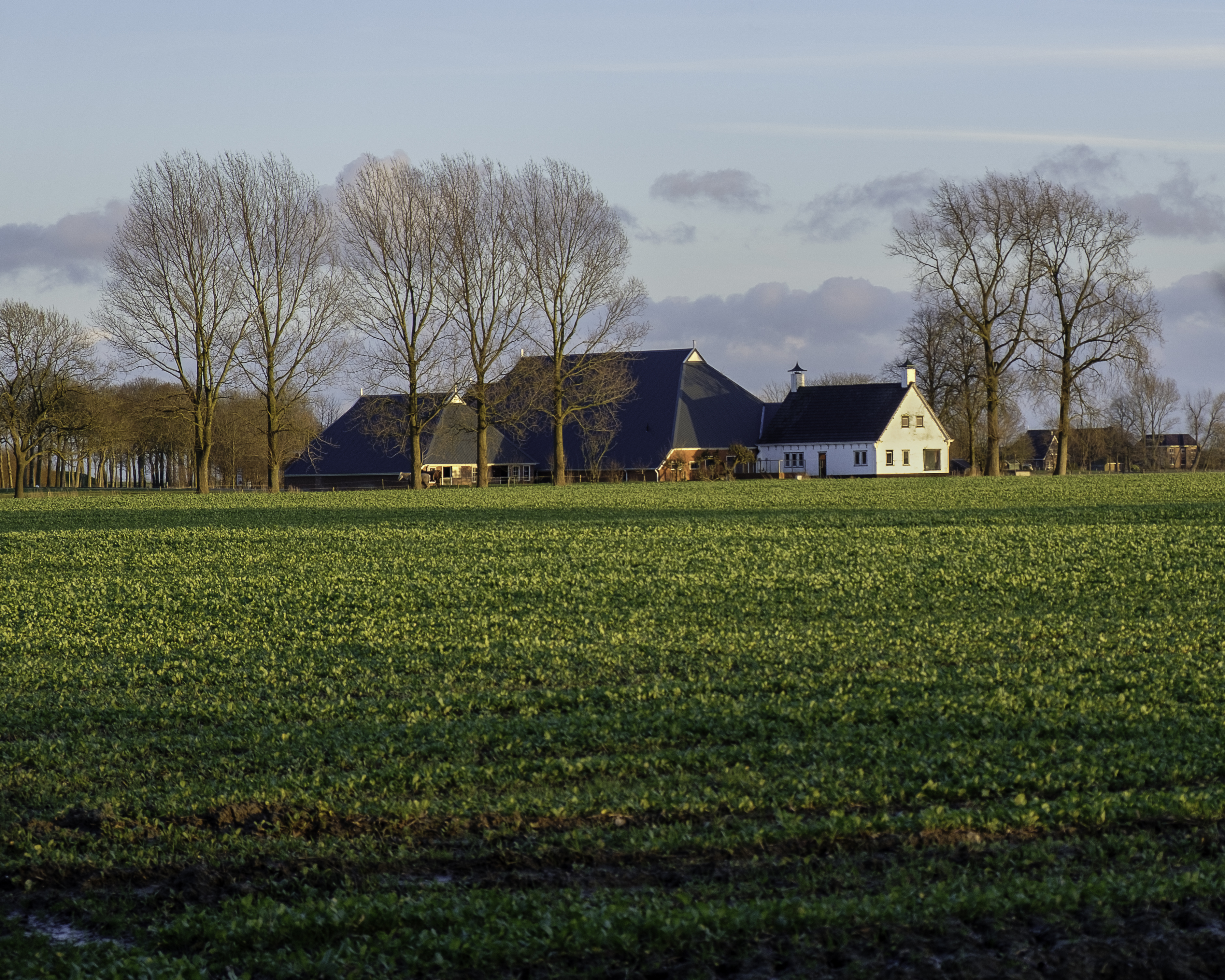
Boerderij in het noorden van de polder